# LaRegione
laRegione (früher laRegioneTicino) ist eine italienischsprachige Schweizer Tageszeitung. Ihr Hauptsitz befindet sich in Bellinzona, Lokalredaktionen bestehen in Lugano, Locarno und Chiasso. Die Zeitung erreicht eine WEMF-beglaubigte Auflage von 23'180 (Vj. 23'873) verkauften bzw. 28'066 (Vj. 27'794) verbreiteten Exemplaren und eine Reichweite von 84'000 Lesern (WEMF MACH Basic 2020-I). Verleger ist Giacomo Salvioni, Chefredaktor und Direktor ist Daniel Ritzer.
Die Zeitung hat eine bedeutende Stellung in der italienischen Schweiz, vor allem im Sopraceneri, wo sie die leserstärkste Zeitung in den Regionen Bellinzona und Locarno ist. In der Region Lugano und im Mendrisiotto ist sie nach dem Corriere del Ticino zweitleserstärkste Zeitung. Sie erreicht insgesamt eine Reichweite von 97'000 Lesern (WEMF 2015).
Die Zeitung entstand 1992 durch die Fusion von Il Dovere und L’Eco di Locarno. Die erste Ausgabe erschien am 14. September 1992.